# Operación Triunfo (Perú)
Operación Triunfo es la versión peruana del programa de canto internacional Operación Triunfo, conducido por Gisela Valcárcel, transmitido desde los estudios 50 aniversario de la cadena América Televisión en asociación con la empresa productora GV Producciones. El programa se estrenó el 26 de mayo de 2012 y finalizó el 18 de agosto del mismo año.
Los 18 concursantes fueron presentados en un programa especial conducido por la periodista Mávila Huertas, en donde también se explicaron detalles de la dinámica del show.
Este programa de Valcárcel no logró tener el éxito esperado, junto a Gisela contigo de 1998 y Siempre Gisela de 2005, debido a la baja audiencia que se registró en sus semanas de emisión, siendo cancelado y reemplazado a la semana siguiente de la única final por una nueva temporada de El gran show.
La ganadora del reality es Mayra Goñi de Pisco, quien tras ganar el concurso realizó su primera producción discográfica Parece amor, en el cual se desprenden sencillos como «Parece amor» y «Horas», para luego continuar en su carrera como actriz en la exitosa serie Ven, baila, quinceañera y su spin-off Los Vílchez y como cantante, además participando en otros realities como El artista del año. Ariadna Ponte de Arequipa se quedó en segundo puesto, mientras que Lucas Torres de Trujillo quedó en tercer puesto, este último sigue su carrera musical y actoral formando parte de la serie Cumbia pop.

## Mecánica
Operación Triunfo es un formato de televisión exitoso, que dará a 18 jóvenes con orientación musical, entre 16 y 30 años, la oportunidad de seguir una carrera musical.
Talentos musicales preseleccionados vivirán en la Academia que está especialmente diseñada. Todos serán evaluados y juzgados en intervalos regulares por un equipo de expertos. Los criterios principales para el éxito son talento, dedicación y perseverancia. Un equipo de profesionales formará y enseñará a los participantes, para que se abran paso en la industria musical, encaminándolos al éxito.
El público general son las personas que apoyan a los artistas comprando sus discos, y los jueces finales son quienes elegirán a los 4 que llegarán al final del recorrido.
Se ha creado un curso especial de entrenamiento de 4 meses para ayudar a los participantes a alcanzar su mayor potencial, mejorando todos sus talentos artísticos. Las clases son de voz, canto, música, baile, medios de comunicación, mantenimiento físico y estilo. Todas las fases en el desarrollo de un participante como equipo y como individuos serán cubiertas en el programa de televisión.
En la primera emisión del show en vivo los 18 participantes ya habrán sido seleccionados.
Cada semana los participantes estarán obligados a prepararse para el show semanal en vivo. Los participantes tienen que probar al jurado y a los televidentes que tienen talento para ser artistas profesionales.
Después de ver la interpretación de los participantes, el jurado, según su criterio, nominará a 4 concursantes para su expulsión.
La interpretación en vivo no es opcional, todos los participantes deben estar conscientes de que tienen que cantar frente a una audiencia; alguien que no interprete será descalificado.
Las canciones que los participantes interpreten serán seleccionadas para ellos.
Cada semana cuatro de los 18 concursantes son propuestos por el jurado para abandonar la academia, los profesores de la Academia salvan a uno y los compañeros a otro, los dos restantes quedan en manos de la audiencia que decide el expulsado, hasta llegar cuatro de ellos a la final en la que según las normas el ganador obtendrá una carrera discográfica.
Las expulsiones se producen cuando dos concursantes han sido nominados. En la gala siguiente, el público debe votar, y éstos votos son los que deciden quien sigue en la academia.

## Elenco

### Concursantes
| Nombre             | Ciudad de origen | Estado                                  |
| ------------------ | ---------------- | --------------------------------------- |
| Ciela Prado        | Lima             | 1.ra Eliminada el 2 de junio de 2012    |
| Piero Campaña      | Lima             | 2.do Eliminado el 9 de junio de 2012    |
| Evelyn Barturén    | Chiclayo         | 3.ra Eliminada el 16 de junio de 2012   |
| Miguel Ángel Pérez | Lima             | 4.to Eliminado el 23 de junio de 2012   |
| Andreé Luján       | Lima             | 5.to Eliminado el 30 de junio de 2012   |
| Mario Silva        | Arequipa         | 6.to Eliminado el 7 de julio de 2012    |
| Eva Solís          | Lima             | 7.ma Eliminada el 14 de julio de 2012   |
| Carlos Bellido     | Puno             | 8.vo Eliminado el 14 de julio de 2012   |
| Ana Olórtegui      | Lima             | 9.na Eliminada el 21 de julio de 2012   |
| Christian Moreno   | Lima             | 10.mo Eliminado el 28 de julio de 2012  |
| Karolina Cruz      | Iquitos          | 11.ma Eliminada el 4 de agosto de 2012  |
| Diego Delgado      | Lima             | 12.mo Eliminado el 11 de agosto de 2012 |
| Marcos Golergant   | Lima             | 13.er Eliminado el 11 de agosto de 2012 |
| Marcela Navarro    | Iquitos          | 14.ta Eliminada el 18 de agosto de 2012 |
| Cielo Torres       | Lima             | 15.ta Eliminada el 18 de agosto de 2012 |
| Lucas Torres       | Trujillo         | Tercer puesto el 18 de agosto de 2012   |
| Ariadna Ponte      | Arequipa         | Segundo puesto el 18 de agosto de 2012  |
| Mayra Goñi         | Pisco            | Ganadora el 18 de agosto de 2012        |

### Presentadores y jueces
Gisela Valcárcel fue la presentadora principal del programa. Los jueces regulares fueron: el presentador de televisión y actor español, que condujo las tres primeras temporadas de Operación triunfo (España) (2001-2004), Carlos Lozano; el productor musical, Pete Manríquez; y el productor audiovisual, Iván Cook. En la séptima semana, la cantante de música criolla y afroperuana, Eva Ayllón estuvo presente como juez invitada.

### Academia

#### Directora
La directora de la academia fue la actriz, cantante, directora de teatro y profesora de canto Denisse Dibós.

#### Profesores de canto
Los profesores de canto fueron:
- Diego Dibós: Cantante, productor musical, compositor y exvocalista de TK.[7]
- Adalí Montero: Cantautora de rock clásico, funk y jazz.[8]
- Ana Lía Saettone: Cantante, percusionista y guitarrista.[8]
- Shantall Young Oneto: Cantante de R&B y jazz, y actriz de teatro musical.[7]
- Isabel Iñigo: Cantante cubana, compositora, profesora y pianista.[8]

#### Profesores de expresión corporal
La profesora de expresión corporal fue:
- July Naters: Productora y directora de televisión y teatro, creadora de la asociación cultural Patacláun.[9]

#### Coreógrafos
Los coreógrafos fueron:
- Arturo Chumbe: Coreógrafo.
- Sergio Berto: Coreógrafo brasileño y profesor graduado por "Compañía de Danza Raça de Sao Paulo", director artístico de la Compañía de Danza D1 de Vania Masías.[8]

## Tabla de estadísticas semanales
| Concursantes | Puesto | 1 | 2 | 3 | 4 | 5 | 6 | 7  | 8  | 9  | 10 | 11 | 12 | 13 |
| ------------ | ------ | - | - | - | - | - | - | -- | -- | -- | -- | -- | -- | -- |
| Mayra        | 1      |   |   |   |   |   |   |    |    |    |    | Sí |    | 1° |
| Ariadna      | 2      |   |   |   |   |   |   |    |    |    |    |    |    | 2° |
| Lucas        | 3      |   |   |   |   |   |   |    |    |    |    |    |    | 3° |
| Cielo        | 4      |   |   |   |   |   |   |    |    |    |    |    |    |    |
| Marcela      | 5      |   |   |   |   |   |   | Sí |    | Sí |    |    |    |    |
| Marcos       | 6      |   |   |   |   |   |   |    |    |    |    |    |    |    |
| Diego        | 7      |   |   |   |   |   |   |    |    |    | Sí |    |    |    |
| Karolina     | 8      |   |   |   |   |   |   |    |    |    |    |    |    |    |
| Christian    | 9      |   |   |   |   |   |   |    |    |    |    |    |    |    |
| Ana          | 10     |   |   |   |   |   |   |    |    |    |    |    |    |    |
| Carlos       | 11     |   |   |   |   |   |   |    |    |    |    |    |    |    |
| Eva          | 12     |   |   |   |   |   |   |    | Sí |    |    |    |    |    |
| Mario        | 13     |   |   |   |   |   |   |    |    |    |    |    |    |    |
| Andreé       | 14     |   |   |   |   |   |   |    |    |    |    |    |    |    |
| Miguel Ángel | 15     |   |   |   |   |   |   |    |    |    |    |    |    |    |
| Evelyn       | 16     |   |   |   |   |   |   |    |    |    |    |    |    |    |
| Piero        | 17     |   |   |   |   |   |   |    |    |    |    |    |    |    |
| Ciela        | 18     |   |   |   |   |   |   |    |    |    |    |    |    |    |

     Ganador del concurso (primer lugar).
     Segundo lugar.
     Tercer lugar.
     Finalistas, el público decide por mensajes de texto quien es el ganador.
     Salvado por el jurado.
  Mejor participación de la gala.
     Propuesto por el jurado y salvado por los profesores.
     Propuesto por el jurado y salvado por sus compañeros.
     Propuesto por el jurado y nominado (sentenciado).
     Salvado por recibir más mensajes de texto y no vuelto a ser nominado en la gala.
     Eliminado por recibir menos mensajes de texto.
     Salvado por el público, pero nuevamente propuesto por el jurado y salvado por los profesores.
     Salvado por el público, pero nuevamente propuesto por el jurado y salvado por sus compañeros.
     Salvado por el público, pero nuevamente propuesto por el jurado y re-nominado.

## Semanas

### Semana 1 (26/05/12)
Orden de aparición
| Concursante  | Género     | Música                                                         | Resultado                  |
| ------------ | ---------- | -------------------------------------------------------------- | -------------------------- |
| Karolina     | Criollo    | «Enamorada de estar aquí»—Eva Ayllón                           | Salvada por el jurado      |
| Marcela      | Criollo    | «Enamorada de estar aquí»—Eva Ayllón                           | Salvada por el jurado      |
| Miguel Ángel | Cumbia     | «Te vas»—Grupo 5                                               | Salvado por los profesores |
| Mario        | Cumbia     | «Te vas»—Grupo 5                                               | Salvado por el jurado      |
| Marcos       | Pop        | «A Whole New World»—de Aladino                                 | Salvado por el jurado      |
| Eva          | Pop        | «A Whole New World»—de Aladino                                 | Salvada por el jurado      |
| Christian    | Pop latino | «Lejos de ti»—Gian Marco                                       | Salvado por el jurado      |
| Cielo        | Pop latino | «Lejos de ti»—Gian Marco                                       | Salvada por el jurado      |
| Evelyn       | Salsa      | «Vivir lo nuestro»—La India & Marc Anthony                     | Salvada por el jurado      |
| Diego        | Salsa      | «Vivir lo nuestro»—La India & Marc Anthony                     | Salvado por el jurado      |
| Mayra        | Criollo    | «Mal paso»—Eva Ayllón                                          | Salvada por los profesores |
| Ariadna      | Criollo    | «Mal paso»—Eva Ayllón                                          | Salvada por sus compañeros |
| Carlos       | Rock       | «Bendita tu luz»—Maná & Juan Luis Guerra                       | Salvado por el jurado      |
| Piero        | Rock       | «Bendita tu luz»—Maná & Juan Luis Guerra                       | Nominado                   |
| Ana          | Soft rock  | «(I've Had) The Time of My Life»—Bill Medley & Jennifer Warnes | Salvada por el jurado      |
| Lucas        | Soft rock  | «(I've Had) The Time of My Life»—Bill Medley & Jennifer Warnes | Salvado por el jurado      |
| Andreé       | Rock       | «Mariposa tecknicolor»—Fito Páez                               | Salvada por el jurado      |
| Ciela        | Rock       | «Mariposa tecknicolor»—Fito Páez                               | Nominada                   |

### Semana 2 (02/06/12)
- Performance grupal: «Que cante tu corazón»

Orden de aparición
| Concursante  | Género      | Música                                                      | Resultado                  |
| ------------ | ----------- | ----------------------------------------------------------- | -------------------------- |
| Miguel Ángel | Rock        | «Esa sí es una mujer»—Christian Meier & Pedro Suárez-Vértiz | Salvado por el jurado      |
| Lucas        | Rock        | «Esa sí es una mujer»—Christian Meier & Pedro Suárez-Vértiz | Salvado por el jurado      |
| Diego        | Tex-mex     | «Amor prohibido»—Selena                                     | Salvado por el jurado      |
| Eva          | Tex-mex     | «Amor prohibido»—Selena                                     | Salvada por el jurado      |
| Evelyn       | Pop         | «Like a Prayer»—Madonna                                     | Salvada por el jurado      |
| Karolina     | Pop         | «Like a Prayer»—Madonna                                     | Salvada por el jurado      |
| Piero        | Pop latino* | «Tu amor eterno»—Carlos Vives                               | Nominado                   |
| Ciela        | Pop*        | «One and Only»—Adele                                        | —                          |
| Andreé       | Pop rock    | «Yesterday»—The Beatles                                     | Salvado por el jurado      |
| Ariadna      | Pop rock    | «Yesterday»—The Beatles                                     | Salvada por el jurado      |
| Marcos       | Criollo     | «Regresa»—Lucha Reyes                                       | Salvado por el jurado      |
| Cielo        | Criollo     | «Regresa»—Lucha Reyes                                       | Salvada por el jurado      |
| Mayra        | Cumbia      | «Cariñito»—Bareto                                           | Salvada por el jurado      |
| Marcela      | Cumbia      | «Cariñito»—Bareto                                           | Salvada por el jurado      |
| Christian    | Balada      | «Te quiero, te quiero»—Nino Bravo                           | Salvada por los profesores |
| Ana          | Balada      | «Te quiero, te quiero»—Nino Bravo                           | Salvado por sus compañeros |
| Carlos       | Balada      | «La incondicional»—Luis Miguel                              | Nominado                   |
| Mario        | Balada      | «La incondicional»—Luis Miguel                              | Salvado por el jurado      |

1. ↑  Interpretaron el tema acompañadas de la banda Bareto.

El duelo (*)
- Piero: Salvado
- Ciela: Eliminada

### Semana 3 (09/06/12)
Orden de aparición
| Concursante  | Género      | Música                                 | Resultado                  |
| ------------ | ----------- | -------------------------------------- | -------------------------- |
| Mayra        | Disco       | «I Will Survive»—Gloria Gaynor         | Salvada por el jurado      |
| Cielo        | Disco       | «I Will Survive»—Gloria Gaynor         | Salvada por el jurado      |
| Eva          | Pop latino  | «Solamente tú»—Torbellino              | Salvada por el jurado      |
| Ariadna      | Pop latino  | «Solamente tú»—Torbellino              | Salvada por los profesores |
| Evelyn       | Pop latino  | «Usted»—Diego Torres & Vicentico       | Nominada                   |
| Andreé       | Pop latino  | «Usted»—Diego Torres & Vicentico       | Salvado por el jurado      |
| Karolina     | Pop latino  | «Hasta que vuelvas conmigo»—Gian Marco | Salvada por el jurado      |
| Marcos       | Pop latino  | «Hasta que vuelvas conmigo»—Gian Marco | Salvado por los profesores |
| Carlos       | Pop latino* | «Noviembre sin ti»—Reik                | Salvado por el jurado      |
| Piero        | Pop rock*   | «I Don't Want to Be»—Gavin DeGraw      | —                          |
| Ana          | Salsa       | «Fabricando fantasías»—Tito Nieves     | Salvada por el jurado      |
| Miguel Ángel | Salsa       | «Fabricando fantasías»—Tito Nieves     | Salvado por el jurado      |
| Marcela      | Pop rock    | «Iris»—Goo Goo Dolls                   | Salvada por sus profesores |
| Mario        | Pop rock    | «Iris»—Goo Goo Dolls                   | Nominado                   |
| Christian    | Balada      | «No podrás»—Cristian Castro            | Salvado por sus compañeros |
| Lucas        | Balada      | «No podrás»—Cristian Castro            | Salvado por el jurado      |
| Diego        | Salsa       | «Y hubo alguien»—Marc Anthony          | Salvado por el jurado      |

El duelo (*)
- Carlos: Salvado
- Piero: Eliminado

### Semana 4 (16/06/12)
Orden de aparición
| Concursante  | Género     | Música                                  | Resultado                  |
| ------------ | ---------- | --------------------------------------- | -------------------------- |
| Eva          | Merengue   | «Cómo olvidar»—Olga Tañón               | Salvada por el jurado      |
| Ana          | Pop        | «El sol no regresa»—La Quinta Estación  | Salvada por el jurado      |
| Ariadna      | Pop        | «El sol no regresa»—La Quinta Estación  | Salvada por el jurado      |
| Marcos       | R&B        | «Heal the World»—Michael Jackson        | Salvado por el jurado      |
| Mayra        | Salsa      | «Dicen que soy»—La India                | Salvada por los profesores |
| Diego        | Pop latino | «Entra en mi vida»—Sin Bandera          | Salvado por el jurado      |
| Andreé       | Pop latino | «Entra en mi vida»—Sin Bandera          | Salvado por los profesores |
| Miguel Ángel | Cumbia     | «A llorar a otra parte»—Hermanos Yaipén | Nominado                   |
| Cielo        | Cumbia     | «A llorar a otra parte»—Hermanos Yaipén | Salvada por el jurado      |
| Christian    | Balada     | «Y cómo es él»—José Luis Perales        | Salvado por el jurado      |
| Mario        | Ranchera*  | «Si nos dejan»—Alejandro Fernández      | Salvado por el jurado      |
| Evelyn       | Criollo*   | «Huellas»—Eva Ayllón                    | —                          |
| Carlos       | Pop latino | «Tabaco y Chanel»—Bacilos               | Nominado                   |
| Marcela      | Pop latino | «Tabaco y Chanel»—Bacilos               | Salvada por el jurado      |
| Karolina     | Salsa      | «Casi un hechizo»—Jerry Rivera          | Salvado por el jurado      |
| Lucas        | Salsa      | «Casi un hechizo»—Jerry Rivera          | Salvado por sus compañeros |

El duelo (*)
- Mario: Salvado
- Evelyn: Eliminada

### Semana 5 (23/06/12)
- Performance grupal: «Todo a pulmón»

Orden de aparición
| Concursante  | Género      | Música                                                  | Resultado                  |
| ------------ | ----------- | ------------------------------------------------------- | -------------------------- |
| Karolina     | Cumbia      | «Canalla»—Marisol y La Magia del Norte                  | Salvada por el jurado      |
| Mayra        | Pop         | «A fuego lento»—Rosana                                  | Nominada                   |
| Eva          | Pop         | «A fuego lento»—Rosana                                  | Salvada por el jurado      |
| Marcos       | Salsa       | «La quiero a morir»—DLG                                 | Salvado por los profesores |
| Christian    | Salsa       | «La quiero a morir»—DLG                                 | Salvado por el jurado      |
| Marcela      | Pop         | «Amores extraños»—Laura Pausini                         | Salvada por el jurado      |
| Cielo        | Rock        | «Míralo, mírala»—Alejandra Guzmán                       | Salvada por el jurado      |
| Carlos       | Pop latino* | «Sueños»—Diego Torres                                   | Salvado por el jurado      |
| Miguel Ángel | Balada*     | «Lo que no fue no será»—José José                       | —                          |
| Lucas        | Soft rock   | «Imagine»—John Lennon                                   | Salvado por el jurado      |
| Andrée       | Pop latino  | «Todos mis caminos van a ti»—Sasha Sokol & Ricky Martin | Nominado                   |
| Ana          | Pop latino  | «Todos mis caminos van a ti»—Sasha Sokol & Ricky Martin | Salvada por el jurado      |
| Ariadna      | Balada      | «A mi manera»—José José                                 | Salvada por el jurado      |
| Diego        | Rock        | «Avenida Larco»—Frágil                                  | Salvado por el jurado      |
| Mario        | Rock        | «Avenida Larco»—Frágil                                  | Salvado por sus compañeros |

El duelo (*)
- Carlos: Salvado
- Miguel Ángel: Eliminado

### Semana 6 (30/06/12)
- Performance grupal: Mix de ABBA

Orden de aparición
| Concursante | Género     | Música                                               | Resultado                  |
| ----------- | ---------- | ---------------------------------------------------- | -------------------------- |
| Diego       | Cumbia     | «Tu amor fue una mentira»—Agua Marina                | Salvado por el jurado      |
| Marcela     | Pop        | «Amores de barra»—Ella Baila Sola                    | Salvada por el jurado      |
| Ariadna     | Pop        | «Amores de barra»—Ella Baila Sola                    | Salvada por el jurado      |
| Andreé      | Rock*      | «Persiana americana»—Soda Stereo                     | —                          |
| Mayra       | Balada*    | «I Will Always Love You»—Whitney Houston             | Salvada por el jurado      |
| Karolina    | Salsa      | «Como una loba»—Milagros Hernández                   | Salvada por sus compañeros |
| Christian   | Salsa      | «Yo no sé mañana»—Luis Enrique                       | Nominado                   |
| Cielo       | Pop latino | «Tu fotografía»—Gloria Estefan                       | Salvada por el jurado      |
| Mario       | Rock       | «Carreteras mojadas»—Christian Meier                 | Nominado                   |
| Lucas       | Rock       | «Carreteras mojadas»—Christian Meier                 | Salvado por los profesores |
| Carlos      | Pop latino | «Colgando en tus manos»—Carlos Baute & Marta Sánchez | Salvado por el jurado      |
| Eva         | Pop latino | «Colgando en tus manos»—Carlos Baute & Marta Sánchez | Salvada por el jurado      |
| Marcos      | Balada     | «Un siglo sin ti»—Chayanne                           | Salvado por el jurado      |
| Ana         | Pop latino | «Amor a la mexicana»—Thalía                          | Salvada por el jurado      |

El duelo (*)
- Andreé: Eliminado
- Mayra: Salvada

### Semana 7 (07/07/12)
- Performance grupal: «Quítate tú pa' ponerme yo»

Orden de aparición
| Concursante | Género     | Música                                      | Resultado                                   |
| ----------- | ---------- | ------------------------------------------- | ------------------------------------------- |
| Diego       | Balada     | «Un beso y una flor»—Nino Bravo             | Salvado por el jurado                       |
| Ana         | Merengue   | «La loba»—Miriam Cruz                       | Salvada por el jurado                       |
| Cielo       | Merengue   | «La loba»—Miriam Cruz                       | Salvada por el jurado                       |
| Mario       | Balada*    | «Me dediqué a perderte»—Alejandro Fernández | —                                           |
| Christian   | Salsa*     | «Te conozco bien»—Marc Anthony              | Salvado por el jurado                       |
| Karolina    | Balada     | «Detrás de mi ventana»—Yuri                 | Salvada por los profesores                  |
| Marcos      | Pop latino | «Azul»—Cristian Castro                      | Nominado                                    |
| Marcela     | Pop        | «Ella»—Bebe                                 | Salvada por el jurado (mejor participación) |
| Mayra       | Pop latino | «A veces me parece»—Ariztía                 | Salvada por los profesores                  |
| Lucas       | Pop latino | «A veces me parece»—Ariztía                 | Salvado por los profesores                  |
| Ariadna     | Pop latino | «Todos me miran»—Gloria Trevi               | Salvado por sus compañeros                  |
| Eva         | Dance pop  | «Mío»—Paulina Rubio                         | Nominada                                    |
| Carlos      | Salsa      | «Un montón de estrellas»—Polo Montañez      | Nominado                                    |

El duelo (*)
- Mario: Eliminado
- Christian: Salvado

### Semana 8 (14/07/12)
Orden de aparición
| Concursante | Género     | Música                                            | Resultado                  |
| ----------- | ---------- | ------------------------------------------------- | -------------------------- |
| Lucas       | Pop latino | «Corazón partío»—Alejandro Sanz                   | Salvado por el jurado      |
| Marcela     | Rock       | «Si no te hubieras ido»—Maná                      | Salvada por el jurado      |
| Mayra       | Pop        | «Costumbres»—Rocío Dúrcal                         | Salvada por los profesores |
| Karolina    | Merengue   | «Para darte mi vida»—Elvis Crespo & Milly Quezada | Salvada por el jurado      |
| Christian   | Merengue   | «Para darte mi vida»—Elvis Crespo & Milly Quezada | Salvado por sus compañeros |
| Eva         | Balada*    | «No me doy por vencido»—Luis Fonsi                | —                          |
| Carlos      | Pop rock*  | «Aléjate de mí»—Camila                            | —                          |
| Marcos      | Balada*    | «Can't Help Falling in Love»—Celine Dion          | Salvado por los profesores |
| Diego       | Salsa      | «El preso»—Wilson Manyoma                         | Salvado por el jurado      |
| Ariadna     | Pop        | «¡Corre!»—Jesse & Joy                             | Nominada                   |
| Cielo       | Tex-mex    | «Bidi bidi bom bom»—Selena                        | Salvada por el jurado      |
| Ana         | Pop latino | «No te pido flores»—Fanny Lu                      | Nominada                   |

El duelo (*)
- Eva: Eliminada (mejor participación)
- Carlos: Eliminado
- Marcos: Salvado

### Semana 9 (21/07/12)
- Performance grupal: «El ritmo no perdona» y «Danza Kuduro»

Orden de aparición
| Concursante | Género     | Música                                                  | Resultado                                   |
| ----------- | ---------- | ------------------------------------------------------- | ------------------------------------------- |
| Marcos      | Pop rock   | «Nada valgo sin tu amor»—Juanes                         | Salvado por el jurado                       |
| Karolina    | Salsa      | «El yerberito moderno»—Celia Cruz & La Sonora Matancera | Salvada por el jurado                       |
| Lucas       | Rock       | «Cuando seas grande»—Miguel Mateos                      | Nominado                                    |
| Christian   | Salsa      | «Ojalá que llueva café»—Juan Luis Guerra                | Nominado                                    |
| Ana         | Pop*       | «La playa»—La Oreja de Van Gogh                         | —                                           |
| Ariadna     | Balada*    | «Lo que son las cosas»—Yuridia                          | Salvada por el jurado                       |
| Mayra       | Rock       | «Inevitable»—Shakira                                    | Salvado por el jurado                       |
| Cielo       | Criollo    | «Nuestro secreto» / «Que somos amantes»—Eva Ayllón      | Salvado por sus compañeros                  |
| Diego       | Pop latino | «Pégate»—Ricky Martin                                   | Salvado por los profesores                  |
| Marcela     | Balada     | «My Heart Will Go On»—Celine Dion                       | Salvada por el jurado (mejor participación) |

El duelo (*)
- Ana: Eliminada
- Ariadna: Salvada

### Semana 10 (28/07/12)
- Performance grupal: «Contigo Perú»

Orden de aparición
| Concursante | Género    | Música                                       | Resultado                                   |
| ----------- | --------- | -------------------------------------------- | ------------------------------------------- |
| Mayra       | Pop rock  | «Con los ojos cerrados»—Gloria Trevi         | Salvada por el jurado                       |
| Marcela     | Salsa     | «Contra la corriente»—Marc Anthony           | Salvada por el jurado                       |
| Diego       | Balada    | «El triste»—José José                        | Salvado por el jurado (mejor participación) |
| Marcos      | Balada    | «Contigo en la distancia»—Christina Aguilera | Salvado por sus compañeros                  |
| Lucas       | Pop rock* | «I'm Yours»—Jason Mraz                       | Salvado por el jurado                       |
| Christian   | Pop*      | «Ángel»—Jon Secada                           | —                                           |
| Karolina    | Balada    | «¡Basta ya!»—Olga Tañón                      | Nominada                                    |
| Ariadna     | Pop       | «Me muero»—La Quinta Estación                | Nominada                                    |
| Cielo       | Balada    | «Él me mintió»—Yuridia                       | Salvada por los profesores                  |

El duelo (*)
- Lucas: Salvado
- Christian: Eliminado

### Semana 11 (04/08/12)
- Performance grupal: Medley de Garibaldi
- Performance en dúos y tríos: Medley de Pandora (Mayra, Cielo, Marcela), Medley de Menudo (Diego, Lucas, Marcos)  y «Cosas del amor» (Ariadna y Karolina)

Orden de aparición
| Concursante | Género     | Música                              | Resultado                                   |
| ----------- | ---------- | ----------------------------------- | ------------------------------------------- |
| Cielo       | Pop latino | «Derroche»—Ana Belén                | Salvada por el jurado                       |
| Marcos      | Pop rock   | «Coleccionista de canciones»—Camila | Nominado                                    |
| Mayra       | Pop latino | «Lo haré por ti»—Paulina Rubio      | Salvada por el jurado (mejor participación) |
| Ariadna     | Balada*    | «Yo soy una mujer»—Maggie Carles    | Nominada                                    |
| Karolina    | Balada*    | «Sueños rotos»—La Quinta Estación   | —                                           |
| Diego       | Pop        | «América, América»—Nino Bravo       | Nominado                                    |
| Lucas       | Pop latino | «Cómo olvidar»—Tommy Torres         | Salvado por los profesores                  |
| Marcela     | Balada     | «Quererte a ti»—Ángela Carrasco     | Salvada por sus compañeros                  |

El duelo (*)
- Ariadna: Salvada
- Karolina: Eliminada

### Semana 12: Semifinal (11/08/12)
- Performance grupal : «Bombón asesino»
- Performance en dúos y tríos: «Tu fotografía» (Mayra y Lucas), «Nada fue un error» (Marcos, Ariadna, Diego), «Mujer contra mujer» (Marcelo y Cielo)

Orden de aparición
| Concursante | Género         | Música                                               | Resultado       |
| ----------- | -------------- | ---------------------------------------------------- | --------------- |
| Cielo       | Salsa          | «Mi tierra»—Gloria Estefan                           | Pasa a la final |
| Lucas       | Rock           | «Aquí»—La Ley                                        | Pasa a la final |
| Mayra       | Pop latino     | «Falsas esperanzas»—Christina Aguilera               | Pasa a la final |
| Diego       | Balada*        | «Dígale»—David Bisbal                                | —               |
| Ariadna     | Balada*        | «Si tú eres mi hombre y yo tu mujer»—Ángela Carrasco | Pasa a la final |
| Marcos      | Rock and roll* | «Jailhouse Rock»—Elvis Presley                       | —               |
| Marcela     | Country        | «Unchained Melody»—Righteous brothers                | Pasa a la final |

El duelo (*)
- Diego: Eliminado
- Ariadna: Salvada
- Marcos: Eliminado

### Semana 13: Final (18/08/12)
Orden de aparición
| Concursante | Género     | Música                                     | Resultado      |
| Parte 1     | Parte 1    | Parte 1                                    | Parte 1        |
| ----------- | ---------- | ------------------------------------------ | -------------- |
| Lucas       | Acústico   | «A Dios le pido»—Juanes                    | Salvado        |
| Marcela     | Acústico   | «Todo mi corazón»—Yuri                     | Eliminada      |
| Mayra       | Acústico   | «Pero me acuerdo de ti»—Christina Aguilera | Salvada        |
| Cielo       | Acústico   | «La gata bajo la lluvia»—Rocío Dúrcal      | Salvada        |
| Ariadna     | Acústico   | «Simplemente amigos»—Ana Gabriel           | Salvada        |
| Parte 2     |            |                                            |                |
| Marcela     | Balada     | «Como yo nadie te ha amado»—Yuridia        | —              |
| Lucas       | Hip-hop    | «Billionaire»—Travis McCoy & Bruno Mars    | Tercer puesto  |
| Mayra       | Pop latino | «No creo»—Shakira                          | Ganadora       |
| Cielo       | Pop rock   | «Eternamente bella»—Alejandra Guzmán       | Eliminada      |
| Ariadna     | Balada     | «Maldita primavera»—Yuridia                | Segundo puesto |

## Artistas invitados

### El desafío
| Fecha                | Invitado                                                            | Tema | Caso social | Ref.                 |
| -------------------- | ------------------------------------------------------------------- | --- | --- | -------------------- |
| 26 de mayo de 2012   | David Bisbal                                                        | «Ave María» | Patricia García, presidenta del club de fanes de Bisbal en el Perú, quien padece una extraña enfermedad que no la deja mover las piernas.                                   | [ 10 ] [ 11 ] [ 12 ] |
| 2 de junio de 2012   | Gian Marco y Lucho Quequezana                                       | Medley de «Hoy» / «Poco a poco» / «Queremos la paz» / «El Picaflor» / «Adiós pueblo de Ayacucho»                               | Yormy, de 18 años y 11 kilos, que sufre de desnutración crónica, no puede caminar ni emitir palabra. Fue encontrado en estado de abandono por Unicef.                       | [ 13 ] [ 14 ]        |
| 9 de junio de 2012   | El Gran Combo de Puerto Rico                                        | «La Fiesta del Pilito» | Danila de 6 años, que recién pudo recibir un trasplante de riñón de parte de su madre.                                                                                      | [ 15 ] [ 16 ]        |
| 16 de junio de 2012  | Carlos Álvarez y "Melcochita"                                       | Álvarez presentó una parodia del jurado Manríquez y el personaje "Portola", y el segundo presentó una parodia del jurado Cock. | Una madre y su hijo que fueron arrollados por una combi mientras esperaban en un paradero.                                                                                  | [ 17 ]               |
| 23 de junio de 2012  | Hermanos Gaitán Castro & Lucas y Mayra                              | «Amor amor» / «Cómo has hecho»                                                                                                 | Flor Castillo, adolescente que ingirió ácido muriático. | [ 18 ]               |
| 30 de junio de 2012  | Antología & Marcela                                                 | «Nostalgia» | Sidani Tito, un niño que tenía problemas de autoestima en el colegio donde él estudia porque tiene labio leporino y necesita una operación para que sea un niño normal.     | [ 19 ] [ 20 ]        |
| 7 de julio de 2012   | William Luna & Ana; con el acompañamiento de baile de Karina Calmet | «Linda wawita» | Un niño de 9 años que quedó con invalidez física por intentar defender a su hermana mayor, quien murió por recibir un ataque con un arma de fuego.                          | [ 21 ]               |
| 14 de julio de 2012  | Dr. Tomás Borda Noriega y Pepe Vásquez                              | «Raíces de festejo» / «No Valentín»                                                                                            | Margarita Cabrejo Vicuña, una madre soltera de 42 años que nació sin antebrazos y que tiene que mantener a sus tres menores hijos.                                          | [ 22 ]               |
| 21 de julio de 2012  | Elenco de Chicago (Tati Alcántara, Denisse Dibós y Marco Zunino)    | «Todo Es Jazz» / «Yo y Mi Nene» / «Solo Me Importa El Amor»                                                                    | Una niña de un año y medio que nació con malformaciones congénitas y necesita ser intervenida quirúrgicamente con suma urgencia.                                            | [ 23 ]               |
| 28 de julio de 2012  | Carlos Lozano                                                       | «La Concheperla» | Renato, un niño de ocho años que padece de osteogénesis imperfecta. | [ 24 ]               |
| 4 de agosto de 2012  | Octavio Salazar Miranda y Leyla Chihuán                             | «Bienvenido amor» | Lucero, una niña de 10 años, que sufrió graves quemaduras. | [ 25 ]               |
| 11 de agosto de 2012 | Juaneco y su Combo y La Tigresa del Oriente                         | «Mujer hilandera» / «Ya se ha muerto mi abuelo»                                                                                | Patricia Condori, una humilde mujer que tras ser atropellada quedó con el cuerpo paralizado y necesita ayuda para su tratamiento y rehabilitación.                          | [ 26 ]               |
| 18 de agosto de 2012 | Gilberto Santa Rosa                                                 | «Conteo regresivo» | Ayudar a la organización "Make A Wish" de Perú, entidad por la cual muchos niños y niñas que padecen enfermedades que amenazan sus vidas pueden hacer realidad algún sueño. | [ 27 ]               |

### Actuaciones especiales
| Fecha                | Invitado                                                    | Tema                        |
| -------------------- | ----------------------------------------------------------- | --------------------------- |
| 26 de mayo de 2012   | Escuela de baile "Mandrágora"                               | «Hadas»                     |
| 26 de mayo de 2012   | David Bisbal                                                | «Oye el boom»               |
| 30 de junio de 2012  | Trebol Clan & Los alumnos de la Academia                    | «Agárrala, pégala, azótala» |
| 7 de julio de 2012   | Ramiro Saavedra & Los hombres de la Academia                | «Smells Like Teen Spirit»   |
| 7 de julio de 2012   | Ani Rodríguez & Las mujeres de la Academia                  | «Rehab»                     |
| 14 de julio de 2012  | Melissa Paredes & Las mujeres de la Academia                | «El conejito»               |
| 21 de julio de 2012  | Orquesta Candela & Los alumnos de la Academia               | «Lejos de ti»               |
| 28 de julio de 2012  | Bareto & Los alumnos de la Academia                         | «Camaleón» y «Cariñito»     |
| 4 de agosto de 2012  | Belén Estévez y Miguel Rebosio & Los alumnos de la Academia | «Parte de este juego»       |
| 4 de agosto de 2012  | Lady Guillén & Los alumnos de la Academia                   | «Una canción de amor»       |
| 11 de agosto de 2012 | Fiorella Cayo & Los hombres de la Academia                  | «Quiero decirte que te amo» |
| 11 de agosto de 2012 | Karen Dejo & Las mujeres de la Academia                     | «Yo viviré»                 |
| 18 de agosto de 2012 | Los profesores de la Academia                               | «Con alma y pasión»         |

## Recepción
La primera semana de la primera temporada obtuvo un promedio de 16,8 puntos de índice de audiencia, según cifras de la empresa IBOPE Time; convirtiéndose en el programa líder del fin de semana. El hashtag #OperacionTriunfo en Twitter se convirtió en Trending Topic en Perú el día de su estreno, recibiendo comentarios no solo positivos, sino también críticas. La presentadora Gisela Valcárcel declaró a la prensa no haber quedado satisfecha con el debut del reality, pues hubo fallas técnicas y descoordinaciones.
A la semana siguiente (segunda semana) la concursante Ciela Prado fue Trending Topic en Perú, junto a Gisela Valcárcel y el artista invitado Gianmarco. Obtuvo 13,1 puntos de índice de audiencia, ocupando el tercer lugar en los programas más vistos del sábado. Ante la disminución de la sintonía, Valcárcel anunció cambios respetando el formato.
Por la poca audiencia conseguida, solo contó con una temporada y dio paso a una nueva edición de El gran show.
| Semana | Fecha    | Índice de audiencia | Ref.   |
| ------ | -------- | ------------------- | ------ |
| 1      | 26/05/12 | 16,8                | [ 28 ] |
| 2      | 02/06/12 | 13,1                | [ 31 ] |
| 3      | 09/06/12 | 12,4                | [ 36 ] |
| 4      | 16/06/12 | 13,6                | [ 37 ] |
| 5      | 23/06/12 | 12,4                | [ 38 ] |
| 6      | 30/06/12 | 12,6                | [ 39 ] |
| 7      | 07/07/12 | 13,4                | [ 40 ] |
| 8      | 14/07/12 | 11,9                | [ 41 ] |
| 9      | 21/07/12 | 11,5                | [ 42 ] |
| 10     | 28/07/12 | 9,9                 | [ 43 ] |
| 11     | 04/08/12 | 11,5                | [ 44 ] |
| 12     | 11/08/12 | 8,7                 | [ 45 ] |
| 13     | 18/08/12 | 11,6                | [ 46 ] |